# Јанко Рудолф
Јанко Рудолф (Криж, код Камника, 23. јул 1914 — Љубљана, 3. фебруар 1997), учесник Народноослободилачке борбе, друштвено-политички радник СФР Југославије и СР Словеније и народни херој Југославије.

## Биографија
Рођен је 23. јула 1914. године у Крижу код Коменде, Камник. Потиче из сељачко-радничке породице. Младост је провео код оца у Нотрањској. Основну школу је похађао у Бегуњама код Церкнице и завршио пет разреда. Затим је живео код мајке у Љубљани и стекао стручно образовање за хируршког техничара.
Године 1935. био је запослен у фабрици „Сава“, где је учествовао у штрајку солидарности јесеничких радника гвожђаре. Године 1935. и 1936. служио је кадровски рок у Загребу. После повратка из војске, запослио се у фабрици „Унитас“ у Љубљани и учествовао у изборима радничких повереника. Године 1938. запослио се у фабрици „ЕКА“ у Љубљани. Тада је учествовао у демонстрацијама против нацистичке Немачке, која је тих дана анектирала Аустрију и раскомадала Чехословачку. Године 1940. ступио је у Друштво пријатеља Совјетског Савеза.

### Народноослободилачка борба
Приликом распада југословенске војске у Априлском рату, био је у Великој Горици код Загреба. Када се вратио кући, прикључио се онима који су почели да скупљају и скривају оружје, опрему и други војни материјал. Маја 1941. године постао је кандидат за члана комунистичке партије Југославије, а месец дана касније примљен је у Партију.
У фабрици „ЕКА“ био је повереник за војна питања, а од новембра 1941. повереник „Делавске енотности“. Од јануара 1942. године, био је секретар партијске ћелије у фабрици и у исто вријеме члан Рејонског комитета КП Словеније Бежиград у Љубљани. Пред одлазак у партизане, био је командант батаљона Народне заштите Рожна Долина.
13. јула 1942. године ступио је у Народноослободилачку војску, у Прву чету Првог батаљона Долењског одреда и био помоћник митраљесца. Октобра 1942. године, постао је политички комесар чете у Трећем батаљону „Шерцерове бригаде“, а затим заменик политичког комесара Трећег батаљона. 13. јула 1943. године постао је политички комесар „Шерцерове бригаде“ и вршио ту функцију до капитулације Италије.
После капитулације Италије, за неколико дана су биле отворене цесте и ограда од бодљикаве жице којом је била окружена Љубљана и на хиљаде Љубљанчана је ступило у партизане. Већи дио придошлица окупио се на Голом, изнад Ига, где је 10. септембра 1943. године формирана Љубљанска бригада. Главни организатор и оснивач бригаде био је Јанко Рудолф, који је био именован за првог политичког комесара бригаде. Љубљанска и „Цанкарева бригада“ истакле су се у борбама против Немаца, 1. и 2. новембра на Илови гори. Јанко је децембра 1943. постао командант Осамнаесте дивизије НОВЈ, а фебруара 1944. комесар исте дивизије.
У другој половини новембра 1943. године, Осамнаеста дивизија отишла је у Горски котар, да би заједно са хрватским јединицама ослободила тај крај. На том походу је дивизија напала и заузела усташко упориште Врбовско, 23. децембра 1943. године. Јула 1944. године, Јанко је постао политички комесар 30. дивизије Деветог корпуса НОВЈ. У 30. дивизији био је до 20. јануара 1945. године, када је у борби за Трново код Горице, био тешко рањен.

### Послератна каријера
После рата је вршио низ високих и одговорних функција:
- председник Републичког већа Савеза синдиката Словеније од 1957. до 1959. године
- члан Извршног већа Словеније од 1959. године
- секретар Среског комитета КП Крањ од 1960. до 1962. године
- председник Републичког одбора Савеза удружења бораца НОР Словеније од 1969. до 1978. године
- потпредседник Скупштине Словеније од 1978. године

Поред тога је био потпредседник Савезног одбора СУБНОР Југославије, члан Председништва Централног комитета СК Словеније. Био је члан Председништва СУБНОР Југославије, члан Председништва СУБНОР Словеније и члан Савета федерације.
Умро је 3. фебруара 1997. године у Љубљани.
Носилац је Партизанске споменице 1941. и осталих југословенских одликовања. Орденом народног хероја одликован је 20. децембра 1951. године.